# Научная премия Сбера
Научная премия Сбера — крупнейшая негосударственная российская премия в области науки. Предназначена для поощрения российских и иностранных учёных, которые внесли значительный вклад в развитие науки и продолжают активную научно-исследовательскую деятельность в России. Учреждена в 2021 году, первое вручение состоялось в 2022 году.
Премия вручается в трёх персональных основных номинациях:
- «Физический мир» — физика, химия, астрономия, науки о Земле и технические науки;
- «Науки о жизни» — биология, медицина и сельскохозяйственные науки;
- «Цифровая вселенная» — математика и информатика.

Денежное вознаграждение лауреату в основных номинациях составляет 20 млн российских рублей, также вручается медаль и диплом.
С 2024 года премия также вручается коллективам из не более чем трёх молодых учёных до 36 лет за достижение выдающихся научных результатов, полученных с применением искусственного интеллекта (ИИ):
- «AI в науке. Физический мир» — за достижения с применением ИИ в физике, химии, астрономия, науки о Земле и технические науки;
- «AI в науке. Науки о жизни» — за достижения с применением ИИ в биологии, медицине и сельскохозяйственных науках;
- «AI в науке. Цифровая вселенная» — за достижения с применением ИИ в математике и информатике.

Денежная часть награды в номинациях «AI в науке» составляет 4,5 млн рублей и 1 млн рублей на облачные вычисления для каждого коллектива победителей.
Сопредседатели комитета по выбору лауреатов премии — председатель правления Сбербанка Герман Греф, нобелевский лауреат Константин Новосёлов (до 2022 года) и ректор Сколтеха Александр Кулешов (с 2023 года).

## Лауреаты 2022 года
- «Физический мир»: Юрий Оганесян[4]
- «Науки о жизни»: Александр Габибов[5]
- «Цифровая вселенная»: Александр Холево[6]:

## Лауреаты 2023 года
- «Физический мир»: Валентин Анаников[7]
- «Науки о жизни»: Алексей Полилов[7]
- «Цифровая вселенная»: Евгений Тыртышников[7]

## Лауреаты 2024 года
- «Физический мир»: Евгений Антипов[8]
- «Науки о жизни»: Сергей Лукьянов[8]
- «Цифровая вселенная»: Евгений Бурнаев[8]
- «AI в науке. Физический мир»: Александр Квашнин[8]
- «AI в науке. Науки о жизни»: Марк Иванов[8]
- «AI в науке. Цифровая вселенная»: Александр Коротин[8]